# Maesteg
Maesteg est une ville et une communauté du borough de comté de Bridgend, au pays de Galles.
Elle est située dans la haute vallée de la Llynfi (en), près de la frontière de Neath Port Talbot.

## Toponymie
Le nom Maesteg se compose des éléments gallois maes « champ » et teg « joli, beau ». Il est attesté en 1543 sous la forme Maes tege issa.

## Démographie
Au recensement de 2011, la communauté de Maesteg comptait 17 580 habitants.

## Sport
La ville accueille l'équipe de rugby à XV du Maesteg Rugby Football Club.

## Personnalités liées
Sont nés à Maesteg :
- le poète Vernon Watkins (1906-1967),
- le footballeur Dave Bowen (1928-1995),
- l'athlète Tony Simmons (1948-),
- le rugbyman Allan Bateman (1965-),
- le joueur de squash Gavin Jones (1980-).